# Julio Longobardo
Julio Longobardo Carrillo (Torrijos, Toledo, 1943) es un historiador español, especialista en la historia de su localidad natal.
Hijo de Dionisio Longobardo, un importante músico de Torrijos, estudió magisterio y, posteriormente, Historia, dentro de la cual ha realizado numerosos trabajos de investigación. Fue fundador en 1998 de la asociación cultural "Amigos de La Colegiata", de la que es presidente, y desde la que ha realizado varias publicaciones, la mayoría relativas a distintos aspectos de la historia de Torrijos.
Ha realizado numerosas publicaciones en diversas revistas de ámbito local, dando a conocer gran cantidad de datos de la historia local, no solo de Torrijos, sino de toda la comarca. Entre dichas publicaciones, se puede destacar, entre otras, una biografía de Alonso de Covarrubias.
Ha impartido también conferencias divulgativas sobre diferentes temas históricos y artísticos, y ha participado activamente en la recuperación del Patrimonio Artístico y Cultural de Torrijos, promoviendo restauraciones de cuadros, libros cantorales, grabados, etc.
En el año 2006 fue nombrado Académico Correspondiente de la Real Academia de Bellas Artes y Ciencias Históricas de Toledoy en 2014 el Ayuntamiento de Torrijos le nombró Cronista Oficial de la Villa de Torrijos.

## Publicaciones
- "Perfiles históricos de Torrijos"
- "La Colegiata de Torrijos"
- "Los palacios de Torrijos"
- "Cuando Torrijos era aún pueblo"
- "El Santísimo Cristo de la Sangre"
- "El Hospital de la Santísima Trinidad"
- "María López de Sarria, una curandera de Torrijos"
- "Torrijos en la época cervantina"
- 'Alonso de Reynoso, Un Héroe  de la Guerra del Arauco'

- Datos: Q5955409